# سنگ‌سرا

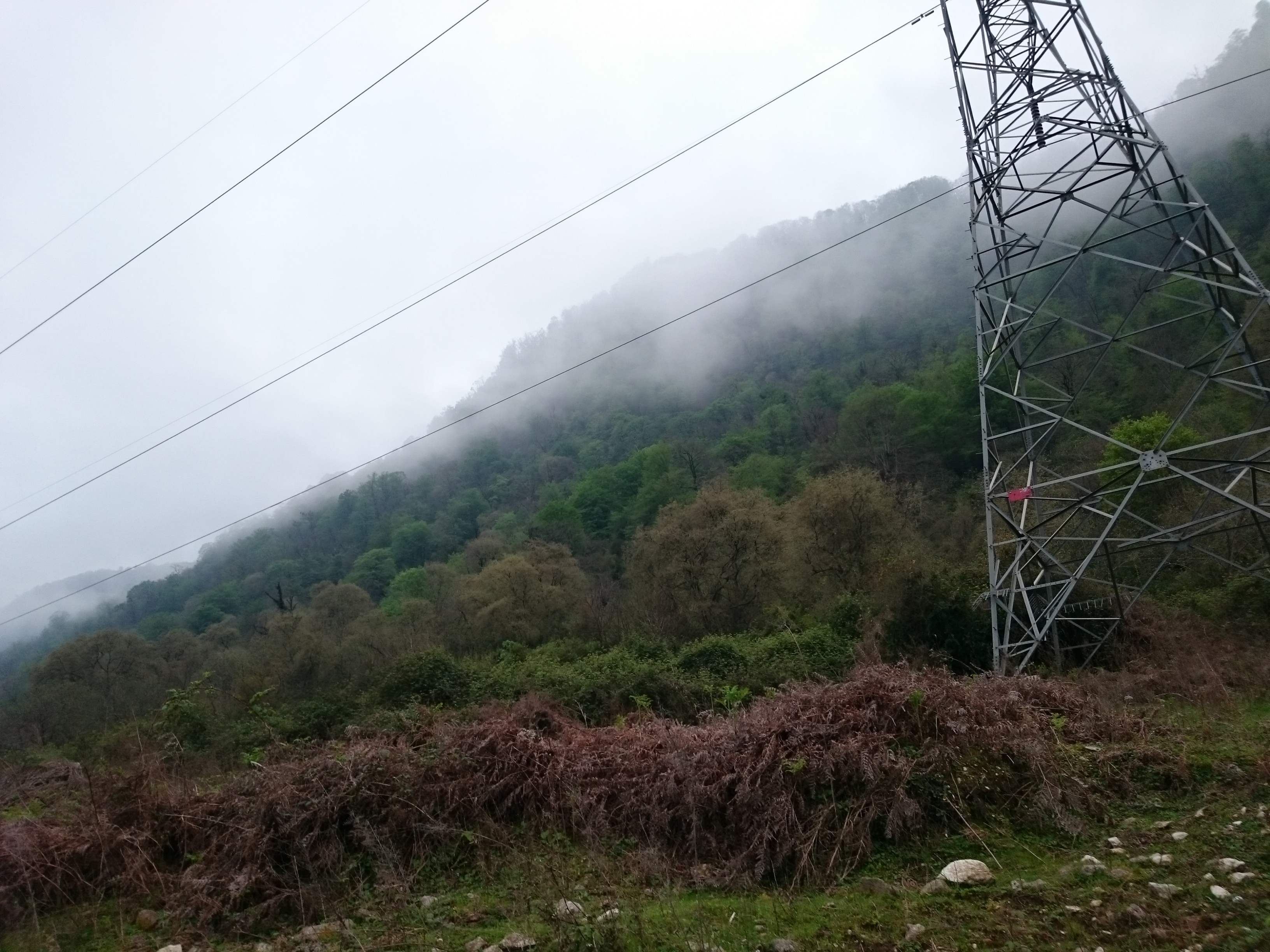
یک دکل برق بر روی بلندی در سنگ‌سرا، شهرستان نوشهر، استان مازندران، ایران

سنگ سرا، روستایی است از توابع بخش مرکزی شهرستان نوشهر در استان مازندران ایران.

## جمعیت
این روستا در دهستان بلده کجور قرار دارد و بر اساس سرشماری مرکز آمار ایران در سال ۱۳۸۵، جمعیت آن ۷۳۳ نفر (۱۷۹خانوار) بوده‌است. مردم سنگ‌سرا از قومیت طبری هستند. مردم سنگ‌سرا به زبان طبری با گویش کجوری سخن می‌گویند.این روستا روستای خیلی جالبی ست که چرایی اش را در ادامه متن یاد میکنیم.